# Valerius Maximus

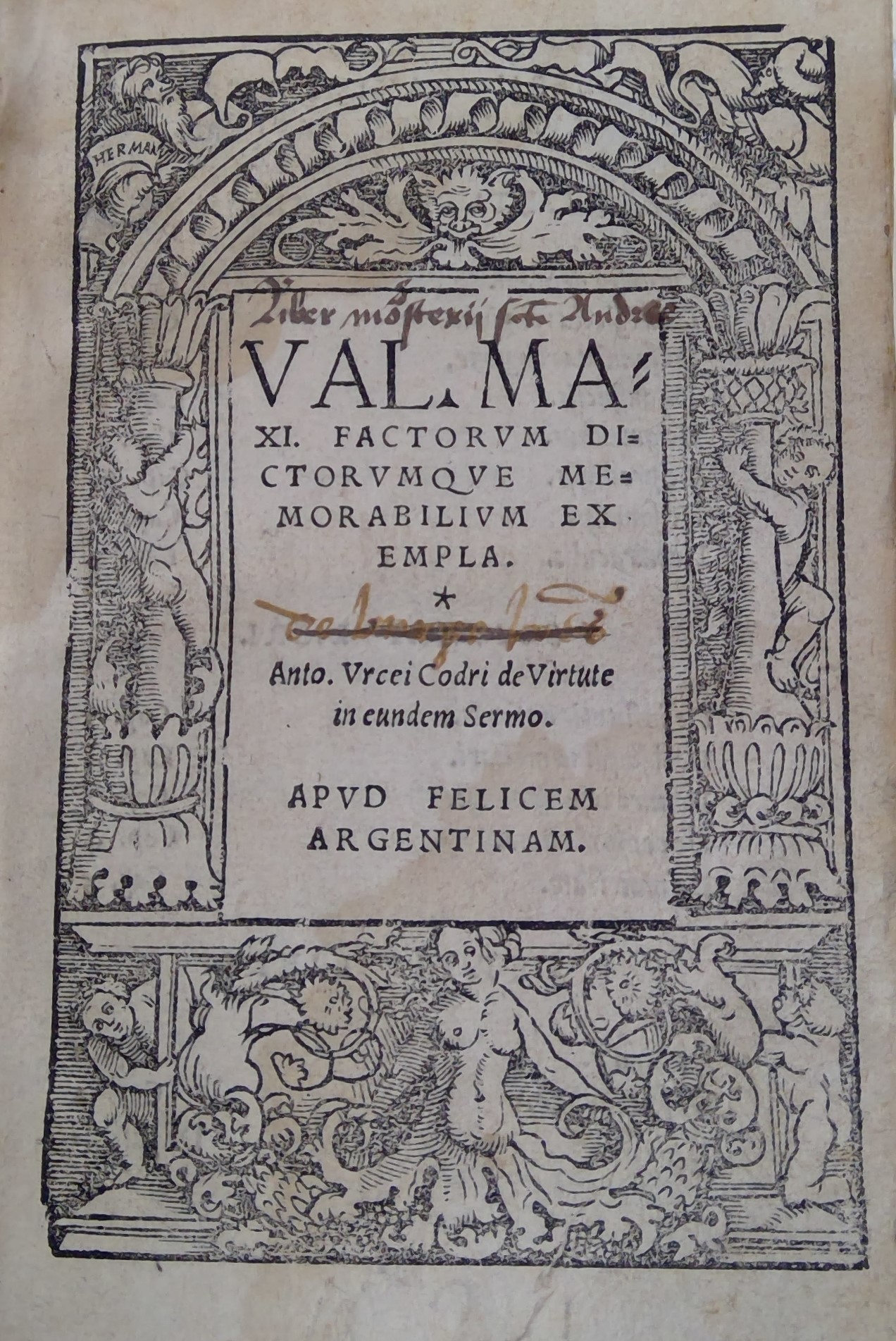
Een druk uit 1523 van zijn bekendste werk de Factorum, gevonden in de Sint-Andriesabdij bij Brugge. De druk heeft een paneelstempelband met Vulcanius als binder. Bewaard in de Openbare Bibliotheek Brugge.

Valerius Maximus was een Latijns schrijver uit de eerste decennia van de 1e eeuw na Chr.
Over zijn leven is vrijwel niets bekend, behalve dat hij in 31 na Chr. aan keizer Tiberius een verzameling Facta et dicta memorabilia opdroeg.
Het werk omvat negen boeken met gedenkwaardige anekdoten, door compilatie samengebracht, ten behoeve van redenaars. Om het opzoeken van voorbeelden, telkens wanneer men die in een redevoering nodig heeft, te vergemakkelijken, werd het materiaal (hoofdzakelijk aan Livius en Cicero ontleend) gegroepeerd in rubrieken (bijv. dankbaarheid, gestrengheid van vaders, godsdienstzin, voortekens, dromen, vriendschap, zelfvertrouwen).
De uitwerking is weinig oorspronkelijk en getuigt van kortzichtigheid en platte vleierij aan het adres van de keizer. De stijl is maniëristisch, met veel gezochte antithesen en andere retorische middelen en toont zich daarmee als een product van zijn tijd.